# Lagodekhi
Lagodekhi (in georgiano ლაგოდეხი?) è un comune della Georgia, situato nella regione della Cachezia.